# Barrio Chivilcoy
Barrio Chivilcoy es una localidad argentina ubicada en el distrito Montecaseros del Departamento San Martín, Provincia de Mendoza. Se encuentra 7 km al este de la cabecera distrital, prácticamente lindante con la zona desértica del este del departamento. Fue construido en 1991, y a sus calles se le imponieron nombres en 1999.